# Scelotrichia miselia
Scelotrichia miselia is een schietmot uit de familie Hydroptilidae. De soort komt voor in het Oriëntaals gebied.